# قره‌تپه سپیگان
قره تپه سپیگان مربوط به هزاره اول قم است و در بناب، منطقه سپیگان واقع شده و این اثر در تاریخ ۲۵ اسفند ۱۳۷۹ با شمارهٔ ثبت ۳۰۸۴ به‌عنوان یکی از آثار ملی ایران به ثبت رسیده است.